# 3518 Florena
A 3518 Florena (ideiglenes jelöléssel 1977 QC4) a Naprendszer kisbolygóövében található aszteroida. Nyikolaj Sztyepanovics Csernih fedezte fel 1977. augusztus 18-án.